# Jeon Hae-sup
Jeon Hae-sup   (15 de febrer de 1952) és un lluitador sud-coreà, ja retirat, especialista en lluita lliure, que va competir durant la dècada de 1970.
El 1976 va prendre part en els Jocs Olímpics d'Estiu de Montreal, on guanyà la medalla de bronze en la competició del pes mosca del programa lluita lliure.